# Gambolò
Gambolò är en ort och kommun i provinsen Pavia i regionen Lombardiet i Italien. Kommunen hade 9 896 invånare (2018).